# Цифровий електричний струм

Пакети цифрового струму.

Цифровий електричний струм (Digital Electricit, DE) — вважається розвитком системи Power over Ethernet (PoE) — технології передачі електроенергії та даних, головним чином телекомунікаційних, за допомогою «звитої пари». Спершу ця система передавала напругу постійного струму (DC) 48 В (у стандарті від 25 В до 60 В) і максимальний струм 400 мА. Станом на 2018 рік система забезпечувала передачу до 55 Вт (тип 3) і до 90-100 Вт (тип 4). Кожна пара «звитої пари» передає струм до 600 мА (тип 3) або 960 мА (тип 4).
Але це — телекомунікаційні мережі. Система цифрового струму (рис. 1) значно потужніша (рис. 2, 3), хоча і використовує для передачі енергії кабелі зв᾽язку, телекомунікацій.

## Загальний опис
Функціонування системи цифрового струму включає декілька окремих суб-процесів (дій, кроків):
- 1. Передавач перетворює аналоговий змінний або постійний струм на цифрову електроенергію.
- 2. Пакети Digital Electricity надсилаються через недорогий структурований кабель.
- 3. Приймачі перетворюють цифрову електроенергію назад в аналогову змінного або постійного струму.

При цьому окремі «пакети» електроенергії, кожен пакет перевіряється на безпечну передачу від передавача до приймача.
Кожен пакет містить дуже невелику кількість енергії, Кожен пакет не є шкідливим для людей, тварин, систем або будівель.
Продукти Digital Electricity™ перераховані та сертифіковані відповідно до стандартів безпеки та електромагнітної сумісності національно визнаною випробувальною лабораторією.
Системи Digital Electricity™ пропонують переваги низької напруги з можливостями живлення та відстані змінного струму.
Компанія Digital Electricity™, яка запатентувала цю технологію активно розвивається. З 2022 по 2023 рік вона одержала інвестицій на 17 млн дол.. і впровадила передачу цифрового струму на багатьох об᾽єктах.